# Goniurosaurus yingdeensis
Goniurosaurus yingdeensis — вид геконоподібних ящірок родини еублефарових (Eublepharidae). Ендемік Китаю.

## Поширення і екологія
Goniurosaurus yingdeensis відомі з типової місцевості, розташованої в околицях села Гошаньяо в повіті Їнде в провінції Гуандун. Вони живуть серед карстових і гранітних скель, на висоті від 137 до 400 м над рівнем моря.

## Збереження
МСОП класифікує цей вид як такий, що перебуває на межі зникнення. Goniurosaurus yingdeensis загрожує знищення природного середовища і вилов з метою продажу.